# 상차림

상차림이란 식사를 할 때 음식을 놓는 위치나 순서, 종류 등을 말한다.

## 한국

### 반상, 두레상 차림
상차림은 5첩 반상의 외상 차림을 기본으로 반찬의 수에 따라 조절하는데, 밥과 국은 앞줄에 놓고, 그 뒤에 장류와 반찬을 놓는다. 오른쪽에 육류와 더운 음식을 놓고 왼쪽에 채소와 찬 음식을 놓으며, 뒷줄 가운데 김치를 놓는다. 수저는 오른쪽에 놓되, 숟가락은 앞에, 젓가락은 뒤쪽에 놓으며, 국물이 있는 음식과 장류는 가운데 놓는다.

### 면상, 떡국상 차림
앞줄에 국수를 놓고, 둘째 줄에는 간장, 초간장 등 장류를 놓는다. 그리고 셋째 줄 오른편에 편육, 전유어를 놓고, 왼쪽에는 생채, 숙채 등을 놓으며, 다음 줄에 김치를 놓는다. 떡국상도 면상과 같게 한다.

### 한국의 음식 접대
韓國－飮食接待    손님을 초대할 때는 5첩 반상이나 7첩 반상의 범위에서 두레상 차림이나 주안상 차림, 또는 교자상 차림으로 한다. 손님에게 반상을 낼 때는 손님 앞에 밥, 국이 놓이도록 상을 들고 들어간다. 주안상은 처음에 술과 안주를 대접하고 술이 끝날 즈음에 밥이나 국수를 내어 식사를 하도록 하며, 식사가 끝나면 숭늉을 낸다. 식사 후에는 음료나 차를 대접하는데, 이 때 다과를 함께 낸다.

## 서양

### 모임의 종류

#### 티 파티
오후 2, 3시경부터 2시간 정도 한다. 음료를 주로 하여 과자나 샌드위치, 떡, 정과 같은 것을 준비한다. 여름에는 시원한 음료를, 겨울에는 커피나 유자차 같은 따끈한 차를 준비한다.

#### 오찬회
낮 12시에서 1시 사이에 하는 모임으로 정시에 시작하고 마친다. 음식은 점심 식사를 대신할 수 있는 일품 요리나 간단한 것을 준비하고 주류는 생략하나 포도주와 맥주를 낼 수도 있다.

#### 칵테일 파티
칵테일을 마시면서 즐기는 모임으로 오후 4, 5시경부터 시작해서 저녁식사 전까지 2시간 정도 한다. 술과 과일즙, 콜라 등의 음료와 카나페·굴·새우튀김 등의 안주를 준비한다. 이 모임은 자유롭게 참석할 수 있는 것이 특징이므로 파티 중간에 오거나 일찍 돌아가도 괜찮다.

#### 만찬회
오후 6시경에 시작해서 3시간 정도 하는 것으로 예절이 엄격한 파티이다. 음식도 정찬으로 내야 하고 참석자의 복장도 정장이어야 한다. 우리나라 식으로는 교자상을 차리고 서양식은 정찬 차림으로 한다.

#### 뷔페 파티
만찬회와 같은 시간에 여는 파티로 형식이 훨씬 자유롭다. 음식과 개인용 접시·스푼·포크 등을 큰 식탁에 준비해 놓고 손님이 원하는 음식을 직접 덜어 가도록 한다. 장소가 좁거나 서비스할 사람이 부족할 때, 그릇이 부족하거나 손님 수를 정확히 알지 못할 때 편리하다. 자유로이 다니면서 담소하는 형식으로 우리나라에서도 많이 이용된다.

### 서양의 상차림
식탁 위에 보를 깔고 중앙은 꽃으로 장식한다. 음식에 필요한 소스와 소금·후춧병·설탕과 크림 등을 놓는다. 식단에 따라 포크·나이프·스푼·냅킨·술잔·물잔 등을 1인분씩 차려 놓는데, 한 사람이 쓰는 식탁 폭은 70-80cm가 적당하며 이보다 좁으면 식기 배열과 서빙이 어렵다. 주식 접시는 의자 간격의 중앙에, 식탁 끝에서 4cm 정도 안쪽에 놓고, 오른쪽에는 나이프와 스푼을, 왼쪽에는 포크를 놓는다. 놓는 순서는 주식 접시의 안쪽에서부터 육류용·생선용 순이다. 물컵은 나이프와 스푼의 위쪽에 놓고 냅킨은 포크 옆의 왼쪽이나 주식 접시 위에 놓는다. 샐러드 접시는 포크와 냅킨의 위쪽에 놓고, 빵 접시는 샐러드 접시의 오른쪽, 주식 접시의 위쪽에 놓는다.

### 서양의 음식 접대
식단의 순서에 따라 한 가지씩 대접한다. 먼저 대접한 음식 접시를 치운 후 다음 음식을 대접하며, 식사중 물잔이 비지 않도록 계속 채워야 한다. 물을 포함한 음료는 식사하는 이의 오에서 오른손으로 서빙하며, 그 외 음식은 왼쪽 등 뒤에서 왼손으로 대접한다. 그리고 각 접시의 주음식이 앉은 이의 앞쪽에 놓이도록 한다.

## 중국

### 상차림
중국 음식은 큰 접시에 음식을 담아 순서대로 한 가지씩 식탁에 차려 여럿이 덜어 먹는다. 식탁은 사각 식탁과 원탁을 많이 이용하며, 한 상은 보통 6-8명이 기준이다. 음식을 먹을 때에는 가운데 회전 원탁을 돌려 가면서 개인 접시에 덜어 먹거나, 접대하는 사람이 나누어 주기도 한다. 그러므로 한 사람 앞에 개인 접시 서너 개와 수프 그릇 한 개, 수저·술잔·컵·냅킨을 놓는다. 식탁 중앙에는 조미료와 향신료, 술 등을 올려 놓으며, 각자 사용하기 쉽도록 돌려 가며 사용한다.

### 중국의 음식 접대
음식은 식단의 순서에 따라 첸차이, 다차이, 뎬신의 순으로 대접한다. 음식이 나오기 전에 차와 물수건을 함께 내놓으며, 손님이 모일 때까지 징꿔를 대접한다. 첸차이 중에서는 렁차이를 먼저 대접하며, 다차이는 그 중에서 가장 고급인 것을 먼저 대접하고 마지막에 탕차이를 대접한다. 뎬신은 달지 않은 것을 먼저 대접하며, 술은 식사 처음부터 마지막까지 내고 차는 식사 전과 마지막에 내놓는다.

## 일본의 상차림과 식사 예절

### 일본의 상차림
일본식 상은 젠이라고 하며 모양은 작고 낮다. 음식의 가짓수가 증가하면 상의 수도 늘어난다. 하지만 요즘은 젠을 사용하지 않고 대부분 식탁을 사용한다. 일본식 상차림에서 밥과 국·젓가락의 위치는 변하지 않으며, 회 종류와 구이는 같은 상에 놓지 않는 습관이 있다.

#### 혼젠요리
가장 격식을 차린 접대 요리로, 일본 음식에서 기본이 된다. 옛날에는 귀족들이 잔치를 벌일 때 차리는 음식이었으나, 오늘날에는 관혼상제 때 의식 음식으로 차린다. 식단은 1즙 3채, 1즙 5채, 2즙 7채 따위가 있는데, 보통은 2즙 5체이다. 즙은 국이고 채는 반찬으로, 즙과 채의 수가 늘어날수록 상의 수도 늘어난다.

#### 차가이세키요리
식물성 식품으로 간소하게 차리는 가벼운 식사를 말한다. 또한 차를 맛있게 마시기 위한 간단한 식사는 차가이세키(會席)라고 한다. 차가이세키는 국물과 회나 초회·조림·구이의 1즙 3채가 기본이고, 여기에 그날의 주요리를 곁들인다.

#### 가이세키요리
혼젠요리와 가이세키(懷石)요리를 알맞게 조화시킨 것으로, 연회 음식으로 많이 이용한다. 술안주를 중심으로 상을 차리고, 밥은 식사 끝에 내는 경우가 많다.

## 같이 보기
- 생활
- 식사